# Twister (spel)

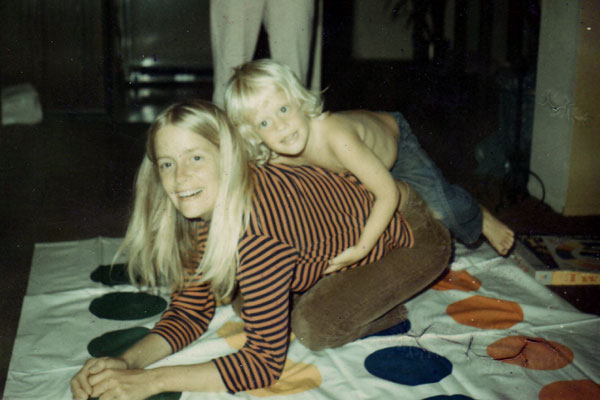
Een partijtje Twister, 1972

Twister is een behendigheidsspel dat wordt uitgegeven door MB (onderdeel van Hasbro).

## Beschrijving
Het spel gebruikt een plastic vloerkleedje, bedrukt met grote gekleurde cirkels. Je kunt ook zelf een twistermat maken door gekleurde cirkels te verven op een groot rechthoekig stuk hout of karton. De cirkels kunnen zelfs met stoepkrijt worden getekend op de grond. Het aantal deelnemers is in principe onbeperkt, maar bij meer dan vier deelnemers wordt het wat krap.

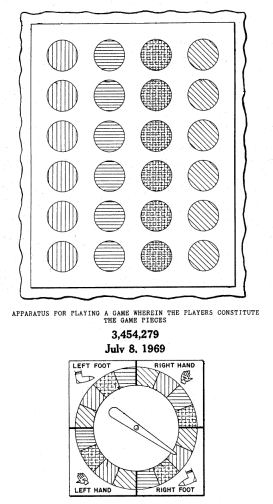
United States patent afbeelding

Bij het spel hoort een draaischijf die is verdeeld in vier vakken. Elk vak staat voor een lichaamsdeel: linkervoet, rechtervoet, en linker of rechterhand. Deze vakken zijn verder onderverdeeld in vier verschillende kleuren. De spelleider draait de schijf en roept, bijvoorbeeld, "linkervoet op blauw". De spelers moeten nu dat lichaamsdeel op een van de cirkels met die kleur plaatsen, zonder om te vallen. Dan wordt de draaischijf weer gedraaid, en moet het volgende lichaamsdeel geplaatst worden. Het spel kan ook zonder draaischijf worden gespeeld. De commando's worden dan door de spelleider willekeurig afgeroepen. Elk geplaatst lichaamsdeel moet blijven staan, totdat het lichaamsdeel opnieuw genoemd wordt met een andere kleur. Bovendien mag een gekleurde cirkel niet door twee personen tegelijk gebruikt worden.
Wie omvalt, een cirkel loslaat of een lichaamsdeel op een verkeerde cirkel plaatst is af.
Het leuke van het spel is, dat de deelnemers op het laatst de meest acrobatische standen in moeten nemen om nog een vrije cirkel van de juiste kleur te bereiken.
Hoewel het typisch een kinderspel is, geniet het ook een zekere populariteit bij studentenfeestjes.

## Geschiedenis
Het spel is uitgevonden door Charles Foley en in 1966 op de markt gebracht door Milton Bradley (MB Spellen). Critici vonden het een onfatsoenlijk spelletje, maar het sloeg snel aan, vooral nadat Johnny Carson van The Tonight Show samen met zijn studiogast Eva Gabor een hilarische demonstratie had gegeven op 3 mei 1966. In het eerste jaar werden er al meer dan drie miljoen exemplaren verkocht. Opmerkelijk is dat Nintendo (tegenwoordig bekend van videogames) het oude spel in Japan introduceerde en distribueerde, waardoor het ook daar een enorm succes werd.

## Records
- Op 12 mei 2000 vestigden leerlingen van het Bisschoppelijk College Broekhin in Roermond een wereldrecord Twister met 1000 mensen gespeeld op 250 Twistermatten.
- In 28 augustus 2001 stelden studenten van de Universiteit van Amsterdam in het Olympisch Stadion het Europese record Twister op 1301 personen.
- Op zondag 19 september 2004 vestigde de Haagsche Scoutinggroep De Mohicanen in Den Haag een record met een spelletje Twister op het langste twisterbord ter wereld (35 bij 8 meter). Zo'n 400 scouts deden er aan mee.
- Op 5 mei 2005 voerden studenten van Hogeschool Inholland op het Museumplein in Amsterdam een recordpoging uit met 1539 deelnemers. Om een record te bereiken waren 1400 deelnemers nodig.
- Op 24 en 25 oktober 2005 deden twee teams van University College London (UCL) een poging een duurrecord Twister te vestigen door 24 uur lang Twister te spelen.
- Op vrijdag 25 april 2008 werd er door het Vechtdal College te Hardenberg een nieuw wereldrecord gevestigd. Op een Twistermat van 2221,11 vierkante meter, met daarop ruim 26.000 stippen, werd het spel door 2050 leerlingen gespeeld.[2][3][4]
- Op donderdag 1 september 2011 is er door eerstejaarsstudenten van de Universiteit Twente Twister gespeeld op een mat van 2226 vierkante meter. Hiermee is een nieuw record gevestigd, erkend door het Guinness Book of Records.[5]